# Speicherprojekt am Colorado River

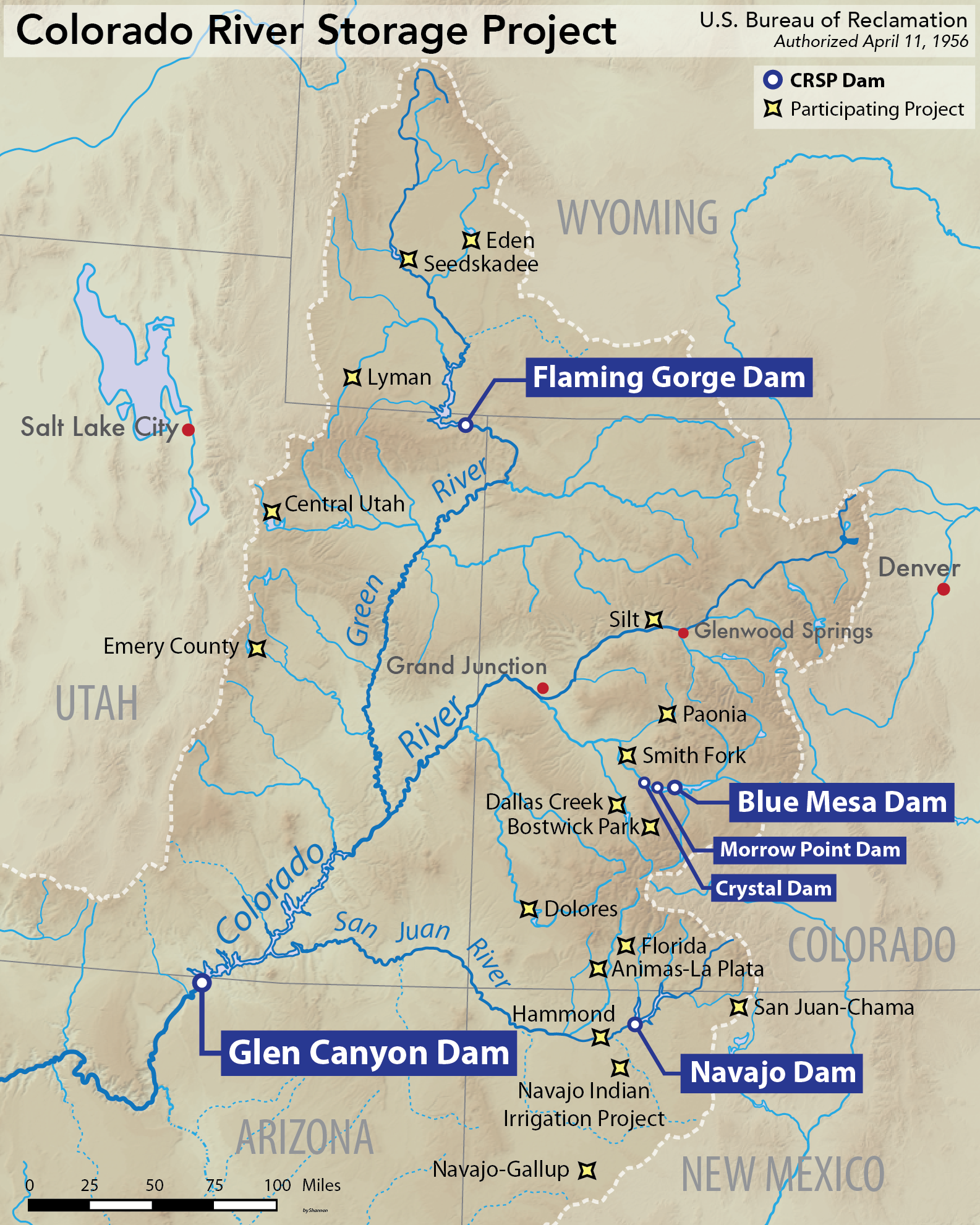
Karte mit den Standorten der CRSP-Staudämme und teilnehmenden Projekten.

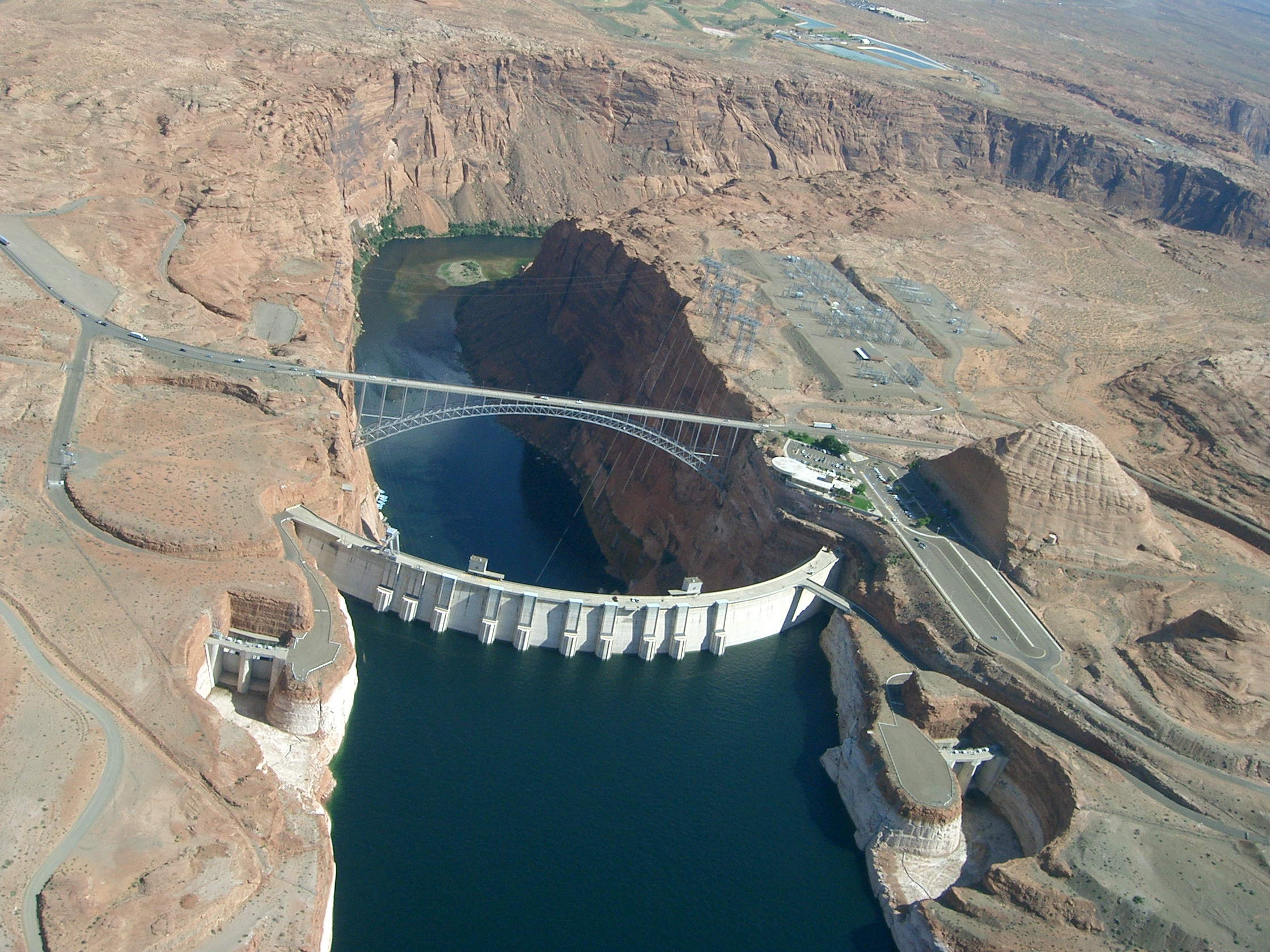
Glen Canyon Dam und Lake Powell in der Nähe von Page, Arizona. Der Damm und der See sind wichtige Bestandteile des Versuchs des Colorado River Storage Project, den Fluss des Colorado River zu regulieren.

Das Colorado River Storage Project ist ein Projekt des United States Bureau of Reclamation, das die Entwicklung des oberen Einzugsgebiets des Colorado River überwachen soll. Das Projekt stellt Wasserkraft, Hochwasserschutz und Wasserspeicherung für die teilnehmenden Staaten entlang des oberen Teils des Colorado River und seiner wichtigsten Nebenflüsse bereit.
Seit seiner Einführung im Jahr 1956 ist das Projekt gewachsen und umfasst nun auch die Beteiligung mehrerer verwandter Wasserverwaltungprojekte im gesamten Flusseinzugsgebiet. Der ursprüngliche Umfang und Hauptschwerpunkt des Projekts liegt auf dem oberen Colorado River selbst, dem Green River, dem San Juan River und dem Gunnison River.
Teilnehmende Staaten sind Arizona, Utah, New Mexico, Colorado und Wyoming.

## Projektauswirkungen

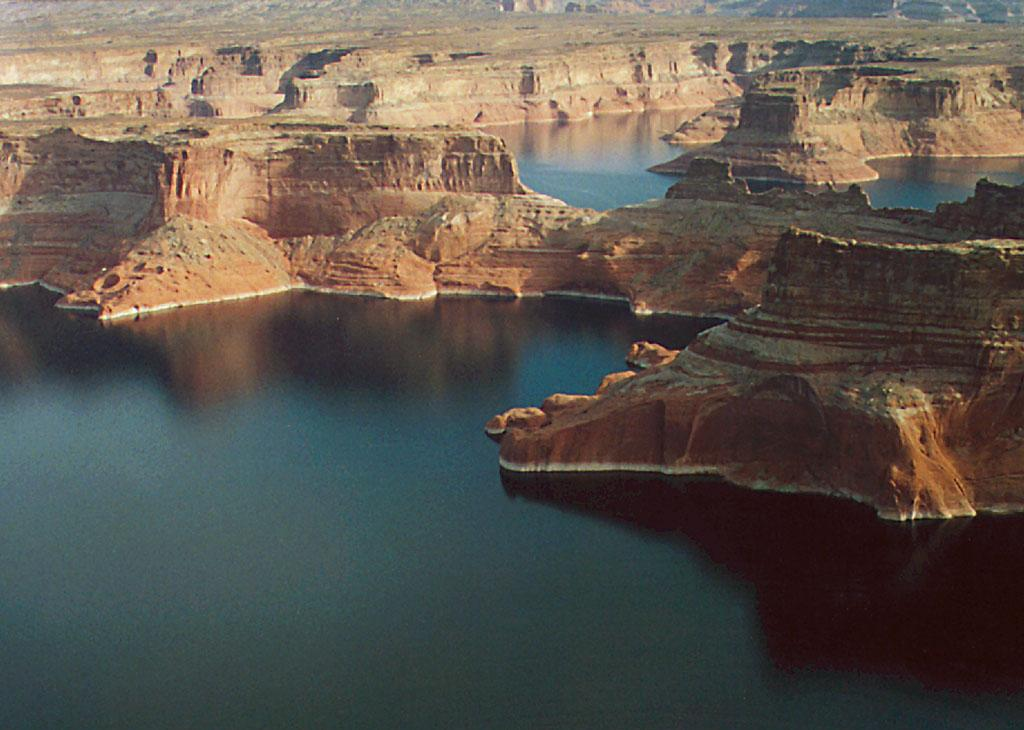
Powell See

### Auswirkungen auf Strom, Wasser und Freizeit
Die vier Primäreinheiten des Colorado River Storage Project haben zu jedem Zeitpunkt eine maximale Leistung von 1.813 Megawatt Wasserkraft, vergleichbar mit einem großen Kohlekraftwerk wie dem Navajo Generating Station.
Die Staudämme Blue Mesa und Navajo, die hauptsächlich für Zwecke des Hochwasserschutzes gebaut wurden, konnten bis zum Jahr 1999 etwa 10 Millionen US-Dollar an überschwemmungsbedingten Kosten einsparen.
Darüber hinaus haben die verschiedenen Einheiten des Projekts in den ansonsten trockenen Regionen im Südwesten bedeutende Erholungsmöglichkeiten geschaffen.

### Umweltbelastung
Das Projekt hat das Ökosystem im Colorado River verändert, auch im Grand Canyon National Park. Insbesondere der Glen-Canyon-Staudamm war Gegenstand zahlreicher Umweltkritik.
Das hinter den Dämmen eingeschlossene Wasser kühlt ab und lässt seine Sedimentfracht in die Stauseen fallen. Natürliche Überschwemmungen warmen, sedimentreichen Wassers, das den Colorado River hinunter, durch den Grand Canyon und weiter zum Colorado River Delta floss, schufen Sandbänke und Strände entlang des Flusslaufs und in seinen Canyons. Diese Überschwemmungen wurden durch dosierte Freisetzungen von kaltem, sedimentfreiem Wasser ersetzt, was zur Erosion von Sandbänken im Grand Canyon geführt hat, die für die Tierwelt von entscheidender Bedeutung sind, und das Nahrungsnetz im Fluss verändert hat, wobei natürliche Arten durch invasive Arten verdrängt wurden. Versuche, natürliche Überschwemmungszyklen zu simulieren, wurden in den 2000er Jahren gestartet, konnten jedoch bisher die natürliche Umgebung in der Schlucht nicht wiederherstellen.
Das Projekt hat die Topographie des Flusses verändert, da schwere Schlickmengen hinter den Dämmen im Oberlauf der Stauseen abgelagert wurden. Diese Schlammfrachten haben die überschwemmten Schluchten aufgefüllt und kommen nun an die Oberfläche, da der Wasserstand in den Stauseen sinkt.
Die Schaffung großer Stauseen und Bewässerungssysteme entlang des Flusses im Rahmen des Projekts hat die Oberfläche des Colorado River vergrößert und die Verweildauer des Wassers im Becken erhöht, was wiederum zu einem Anstieg der durch Verdunstung verlorenen Wassermenge führte. Einige Schätzungen gehen davon aus, dass jedes Jahr 1,05 Milliarden Kubikmeter Wasser verloren gehen, was der durchschnittlichen Wassermenge entspricht, die vom Lake Powell in den Lake Mead freigesetzt wird.
Wasser aus dem Colorado River erreicht aufgrund der Nutzung und der Verdunstungsverluste innerhalb des Projekts nur noch selten das Colorado River Delta. Dadurch hat sich die Größe des Mündungsgebiets an der Flussmündung von 3.000 Quadratmeilen auf weniger als 250 Quadratmeilen reduziert. Im Delta dominieren invasive Arten, und der Verlust dieses Lebensraums hatte weitreichende Auswirkungen auf das Meeresleben im Golf von Kalifornien.